# Swarchewskiella
Swarchewskiella, monotipski rod zelenih algi smješten u porodicu Chlorangiopsidaceae i neutvrđeni red razreda Chlorophyceae. Jedina je vrsta slatkovodna alga S. rotans iz Bajkalskog jezera.
I rod i vrsta opisani su 1931.

## Opis
Jednostanični epifit na stapkama dijatomeja (Gomphonema, Didymosphaenia). Stanica je bez stijenke, ali se nalazi u zatvorenoj, hemisferičnoj, želatinoznoj teki. Kroz teku se protežu četiri flagele, čijim se kretanjem stanica može kretati unutar teke. Svaka stanica ima parijetalni kloroplast s jednim bazalnim pirenoidom i stigmom smještenom u prednjoj polovici stanice. Vegetativna dioba četveroflagelatnim zoosporama. Gornji dio teke otvara se kao operkulum, oslobađajući 4-8 zoospora. Spolno razmnožavanje spajanjem četveroflagelatnih gameta, manjih od zoospora, ali morfološki sličnih. Ova izvanredna zelena alga pokazuje neku sličnost s prasinoklorisom, ali ultrastrukturne studije nisu provedene i filogenetski afinitet stoga nije siguran.

## Vanjske poveznice
|  | Wikivrste imaju podatke o taksonu Swarchewskiella |